# 图赖讷地区利涅尔
图赖讷地区利涅尔（法語：Lignières-de-Touraine，法語：[liɲɛʁ də tuʁɛn] ⓘ）是法国安德尔-卢瓦尔省的一个市镇，位于该省西部，属于希农区。该市镇总面积10平方公里，2009年时的人口为1094人。

## 人口
图赖讷地区利涅尔人口变化图示